# 6.ª etapa da Volta à Espanha de 2018
A 6.ª etapa da Volta a Espanha de 2018 teve lugar a 30 de agosto de 2018 entre Huercal-Overa e San Javier sobre um percurso de 155,7 km  e foi ganhada ao sprint pelo ciclista francês Nacer Bouhanni da equipa Cofidis. O ciclista francês Rudy Molard conservou o maillot de líder.

## Classificação da etapa
| \| Classificação por etapas \| Classificação por etapas \| Classificação por etapas \| Classificação por etapas \| Classificação por etapas \| \| Ciclista \| Ciclista \| Equipe \| Tempo \| \| \| ------------------------ \| ------------------------ \| -------------------------- \| ------------------------ \| ------------------------ \| \| 1. \| Nacer Bouhanni \| Cofidis, Solutions Crédits \| 3h58m35s \| \| \| 2. \| Danny van Poppel \| LottoNL-Jumbo \| + 0s \| \| \| 3. \| Elia Viviani \| Quick-Step Floors \| + 0s \| \| \| 4. \| Simone Consonni \| UAE Team Emirates \| + 0s \| \| \| 5. \| Matteo Trentin \| Mitchelton-Scott \| + 0s \| \| \| 6. \| Iván García Cortina \| Bahrain-Merida \| + 0s \| \| \| 7. \| Omar Fraile \| Astana \| + 0s \| \| \| 8. \| Miguel Ángel López \| Astana \| + 0s \| \| \| 9. \| Peter Sagan \| Bora-Hansgrohe \| + 0s \| \| \| 10. \| Michael Mørkøv \| Quick-Step Floors \| + 0s \| \| |                     |                            |          |
| |                     |                            |          |
| Fonte: ProCyclingStats |                     |                            |          |
| Classificação por etapas |                     |                            |          |
| Ciclista | Ciclista            | Equipe                     | Tempo    |
| 1. | Nacer Bouhanni      | Cofidis, Solutions Crédits | 3h58m35s |
| 2. | Danny van Poppel    | LottoNL-Jumbo              | + 0s     |
| 3. | Elia Viviani        | Quick-Step Floors          | + 0s     |
| 4. | Simone Consonni     | UAE Team Emirates          | + 0s     |
| 5. | Matteo Trentin      | Mitchelton-Scott           | + 0s     |
| 6. | Iván García Cortina | Bahrain-Merida             | + 0s     |
| 7. | Omar Fraile         | Astana                     | + 0s     |
| 8. | Miguel Ángel López  | Astana                     | + 0s     |
| 9. | Peter Sagan         | Bora-Hansgrohe             | + 0s     |
| 10. | Michael Mørkøv      | Quick-Step Floors          | + 0s     |

## Classificações ao final da etapa

### Classificação geral
| \| Classificação geral \| Classificação geral \| Classificação geral \| Classificação geral \| Classificação geral \| \| Ciclista \| Ciclista \| Equipe \| Tempo \| \| \| ------------------- \| ------------------- \| ------------------- \| ------------------- \| ------------------- \| \| 1. \| Rudy Molard \| Groupama-FDJ \| 22h26m15s \| \| \| 2. \| Michał Kwiatkowski \| Team Sky \| + 41s \| \| \| 3. \| Emanuel Buchmann \| Bora-Hansgrohe \| + 48s \| \| \| 4. \| Simon Yates \| Mitchelton-Scott \| + 51s \| \| \| 5. \| Alejandro Valverde \| Movistar Team \| + 53s \| \| \| 6. \| Ion Izagirre \| Bahrain-Merida \| + 1m11s \| \| \| 7. \| Tony Gallopin \| AG2R La Mondiale \| + 1m14s \| \| \| 8. \| Nairo Quintana \| Movistar Team \| + 1m14s \| \| \| 9. \| Steven Kruijswijk \| LottoNL-Jumbo \| + 1m18s \| \| \| 10. \| Enric Mas \| Quick-Step Floors \| + 1m23s \| \| |                    |                   |           |
| |                    |                   |           |
| Fonte: ProCyclingStats |                    |                   |           |
| Classificação geral |                    |                   |           |
| Ciclista | Ciclista           | Equipe            | Tempo     |
| 1. | Rudy Molard        | Groupama-FDJ      | 22h26m15s |
| 2. | Michał Kwiatkowski | Team Sky          | + 41s     |
| 3. | Emanuel Buchmann   | Bora-Hansgrohe    | + 48s     |
| 4. | Simon Yates        | Mitchelton-Scott  | + 51s     |
| 5. | Alejandro Valverde | Movistar Team     | + 53s     |
| 6. | Ion Izagirre       | Bahrain-Merida    | + 1m11s   |
| 7. | Tony Gallopin      | AG2R La Mondiale  | + 1m14s   |
| 8. | Nairo Quintana     | Movistar Team     | + 1m14s   |
| 9. | Steven Kruijswijk  | LottoNL-Jumbo     | + 1m18s   |
| 10. | Enric Mas          | Quick-Step Floors | + 1m23s   |

### Classificação por pontos
| Classificação por pontos | Classificação por pontos | Classificação por pontos  | Classificação por pontos | Classificação por pontos |
| Ciclista                 | Ciclista                 | Equipe                    | Pontos                   |                          |
| ------------------------ | ------------------------ | ------------------------- | ------------------------ | ------------------------ |
| 1.                       | Michał Kwiatkowski       | Team Sky                  | 48 pts                   |                          |
| 2.                       | Elia Viviani             | Quick-Step Floors         | 41 pts                   |                          |
| 3.                       | Alejandro Valverde       | Movistar Team             | 33 pts                   |                          |
| 4.                       | Simon Clarke             | EF Education First-Drapac | 30 pts                   |                          |
| 5.                       | Danny van Poppel         | LottoNL-Jumbo             | 30 pts                   |                          |
| 6.                       | Benjamin King            | Dimension Data            | 29 pts                   |                          |
| 7.                       | Alessandro De Marchi     | BMC Racing Team           | 28 pts                   |                          |
| 8.                       | Simone Consonni          | UAE Team Emirates         | 26 pts                   |                          |
| 9.                       | Rohan Dennis             | BMC Racing Team           | 25 pts                   |                          |
| 10.                      | Giacomo Nizzolo          | Trek-Segafredo            | 25 pts                   |                          |

### Classificação da montanha
| Classificação da montanha | Classificação da montanha | Classificação da montanha  | Classificação da montanha | Classificação da montanha |
| Ciclista                  | Ciclista                  | Equipe                     | Pontos                    |                           |
| ------------------------- | ------------------------- | -------------------------- | ------------------------- | ------------------------- |
| 1.                        | Luis Ángel Maté           | Cofidis, Solutions Crédits | 42 pts                    |                           |
| 2.                        | Pierre Rolland            | EF Education First-Drapac  | 20 pts                    |                           |
| 3.                        | Benjamin King             | Dimension Data             | 12 pts                    |                           |
| 4.                        | Ben Gastauer              | AG2R La Mondiale           | 7 pts                     |                           |
| 5.                        | Bauke Mollema             | Trek-Segafredo             | 6 pts                     |                           |
| 6.                        | Nikita Stalnow            | Astana                     | 6 pts                     |                           |
| 7.                        | Thomas De Gendt           | Lotto-Soudal               | 5 pts                     |                           |
| 8.                        | Nans Peters               | AG2R La Mondiale           | 4 pts                     |                           |
| 9.                        | Richie Porte              | BMC Racing Team            | 4 pts                     |                           |
| 10.                       | Alejandro Valverde        | Movistar Team              | 3 pts                     |                           |

### Classificação da combinada
| Classificação de combinados | Classificação de combinados | Classificação de combinados | Classificação de combinados | Classificação de combinados |
| Ciclista                    | Ciclista                    | Equipe                      | Pontos                      |                             |
| --------------------------- | --------------------------- | --------------------------- | --------------------------- | --------------------------- |
| 1.                          | Michał Kwiatkowski          | Team Sky                    | 18 pts                      |                             |
| 2.                          | Alejandro Valverde          | Movistar Team               | 18 pts                      |                             |
| 3.                          | Benjamin King               | Dimension Data              | 34 pts                      |                             |
| 4.                          | Simon Clarke                | EF Education First-Drapac   | 47 pts                      |                             |
| 5.                          | Laurens De Plus             | Quick-Step Floors           | 53 pts                      |                             |
| 6.                          | Ben Gastauer                | AG2R La Mondiale            | 60 pts                      |                             |
| 7.                          | Bauke Mollema               | Trek-Segafredo              | 62 pts                      |                             |
| 8.                          | Pierre Rolland              | EF Education First-Drapac   | 73 pts                      |                             |
| 9.                          | Nikita Stalnow              | Astana                      | 106 pts                     |                             |
| 10.                         | Alessandro De Marchi        | BMC Racing Team             | 124 pts                     |                             |

### Classificação por equipas
| Classificação por equipes | Classificação por equipes                | Classificação por equipes | Classificação por equipes |
| Equipe                    | Equipe                                   | Tempo                     |                           |
| ------------------------- | ---------------------------------------- | ------------------------- | ------------------------- |
| 1.                        | Astana                                   | 67h17m18s                 |                           |
| 2.                        | Lotto NL-Jumbo                           | + 3m04s                   |                           |
| 3.                        | Movistar Team                            | + 3m23s                   |                           |
| 4.                        | EF Education First-Drapac p/b Cannondale | + 4m35s                   |                           |
| 5.                        | Bora-Hansgrohe                           | + 6m50s                   |                           |
| 6.                        | Bahrain-Merida                           | + 8m03s                   |                           |
| 7.                        | Dimension Data                           | + 10m19s                  |                           |
| 8.                        | Sky                                      | + 11m07s                  |                           |
| 9.                        | UAE Team Emirates                        | + 12m10s                  |                           |
| 10.                       | AG2R La Mondiale                         | + 13m47s                  |                           |

## Abandonos
Nenhum.